# Albatrosser
Albatrosser (latin: Diomedeidae) er en familie i ordenen af stormfugle.

## Arter
Traditionelt er albatrosserne blevet opdelt i 13 forskellige arter, men siden 1998 er det på baggrund af DNA-undersøgelser blevet almindeligt at anerkende helt op til 24 arter. Det vil sige, at tidligere underarter opfattes som selvstændige arter. Nedenfor vises de 21 arter, der foreslås af Gill og Donsker (2013), hvor ikke alle arter har danske navne:
- Galapagosalbatros, Phoebastria irrorata
- Korthalet albatros, Phoebastria albatrus
- Sortfodet albatros, Phoebastria nigripes
- Laysanalbatros, Phoebastria immutabilis
- Vandrealbatros, Diomedea exulans
  - Antipode-albatros, Diomedea antipodensis
  - Amsterdam-albatros, Diomedea amsterdamensis
  - Tristanalbatros, Diomedea dabbenena
- Kongealbatros
  - nordlige kongealbatros, Diomedea sanfordi
  - sydlige kongealbatros, Diomedea epomophora
- Mørk sodalbatros, Phoebetria fusca
- Lys sodalbatros, Phoebetria palpebrata
- Gulnæbbet albatros
  - Atlantisk gulnæbbet albatros, Thalassarche chlororhynchos
  - Indisk gulnæbbet albatros, Thalassarche carteri
- Gråhovedet albatros, Thalassarche chrysostoma
- Sortbrynet albatros, Thalassarche melanophris
  - Thalassarche melanophris melanophris
  - Thalassarche melanophris impavida
- Bullers albatros, Thalassarche bulleri
  - Thalassarche bulleri bulleri
  - Thalassarche bulleri platei
- Hvidkronet albatros, Thalassarche cauta
  - Thalassarche cauta cauta
  - Thalassarche cauta steadi
- Chathamalbatros, Thalassarche eremita
- Grårygget albatros, Thalassarche salvini

### Traditionelle arter
De 13 traditionelle arter med alle underarter:
- Laysanalbatros, Phoebastria immutabilis
- Sortfodet albatros, Phoebastria nigripes
- Galapagosalbatros, Phoebastria irrorata
- Korthalet albatros, Phoebastria albatrus
- Kongealbatros, Diomedea epomophora
  - Diomedea epomophora sanfordi
  - Diomedea epomophora epomophora
- Vandrealbatros, Diomedea exulans
  - Diomedea exulans dabbenena
  - Diomedea exulans amsterdamensis
  - Diomedea exulans antipodensis
  - Diomedea exulans gibsoni
  - Diomedea exulans exulans
- Mørk sodalbatros, Phoebetria fusca
- Lys sodalbatros, Phoebetria palpebrata
- Gulnæbbet albatros, Thalassarche chlororhynchos
  - Thalassarche chlororhynchos chlororhynchos
  - Thalassarche chlororhynchos carteri
- Gråhovedet albatros, Thalassarche chrysostoma
- Sortbrynet albatros, Thalassarche melanophris
  - Thalassarche melanophris melanophris
  - Thalassarche melanophris impavida
- Bullers albatros, Thalassarche bulleri
  - Thalassarche bulleri bulleri
  - Thalassarche bulleri platei
- Hvidkronet albatros, Thalassarche cauta
  - Thalassarche cauta cauta
  - Thalassarche cauta steadi
  - Thalassarche cauta eremita
  - Thalassarche cauta salvini